# Нижній Гріндельвальд (льодовик)

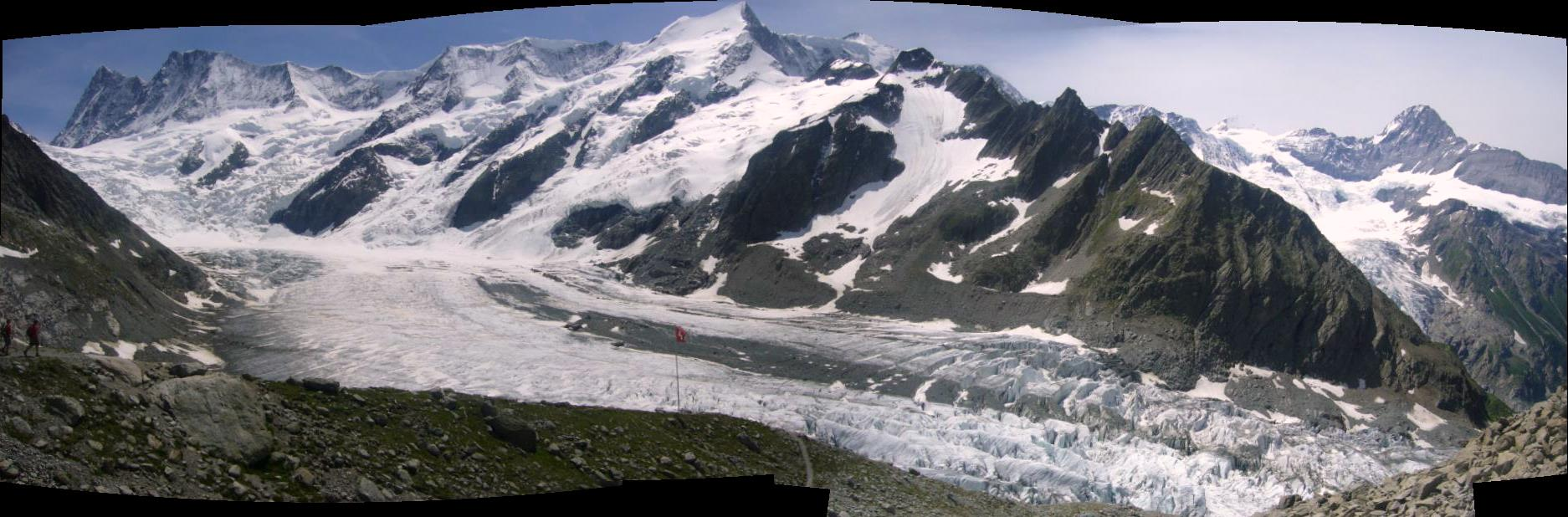
Панорама Верхнього Айсмеера (посередині), льодовика Гріндельвальд-Фішер та фірна Каллі (з краю справа)

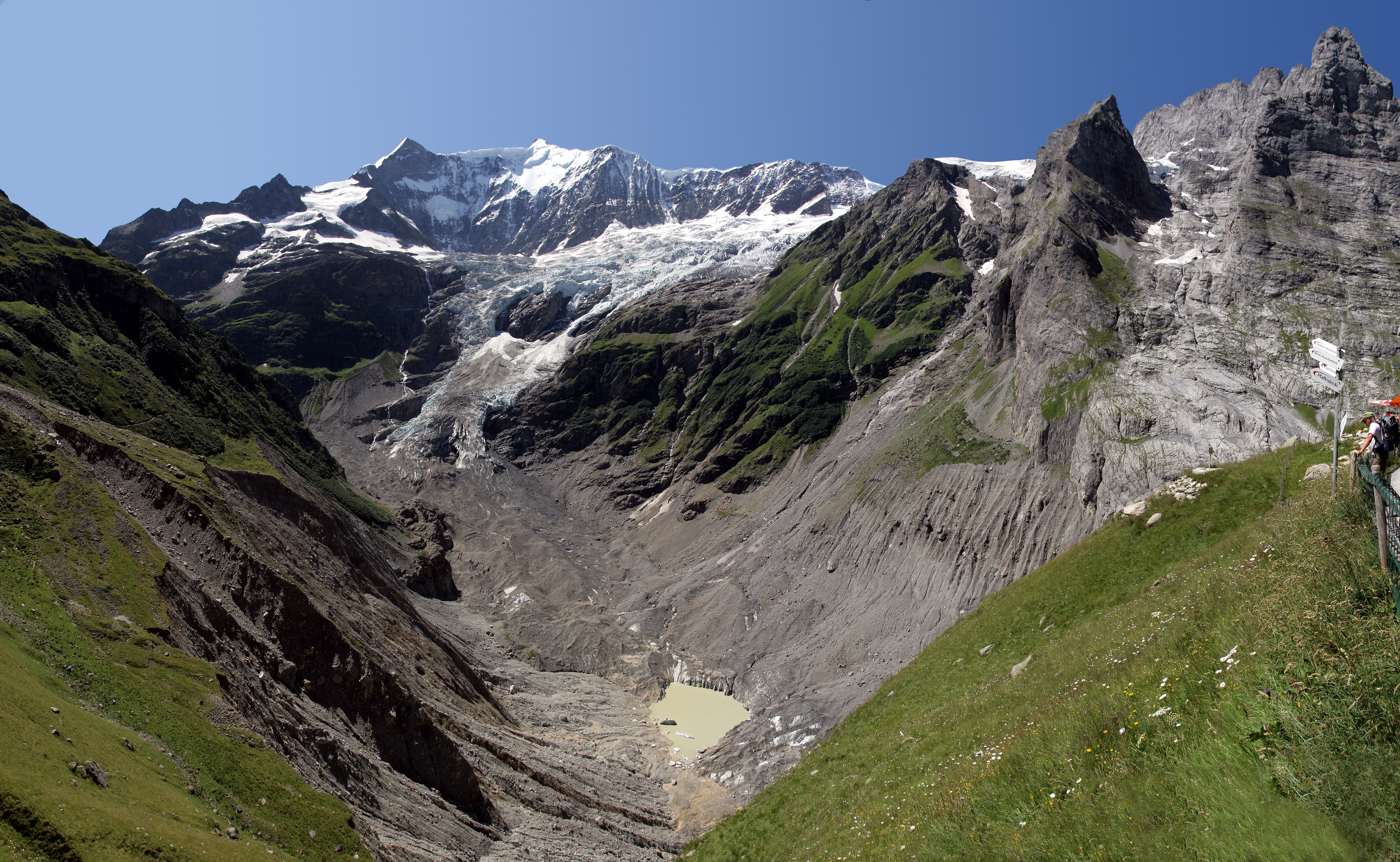
Вид на льодовик Нижній Гріндельвальд з льодовиковим озером від прихистка Bäregghütte. Посередині — місце злиття з рукавом Гріндельвальд-Фішер, зліва зелена Бенісегг, позаду — Фішерхорни

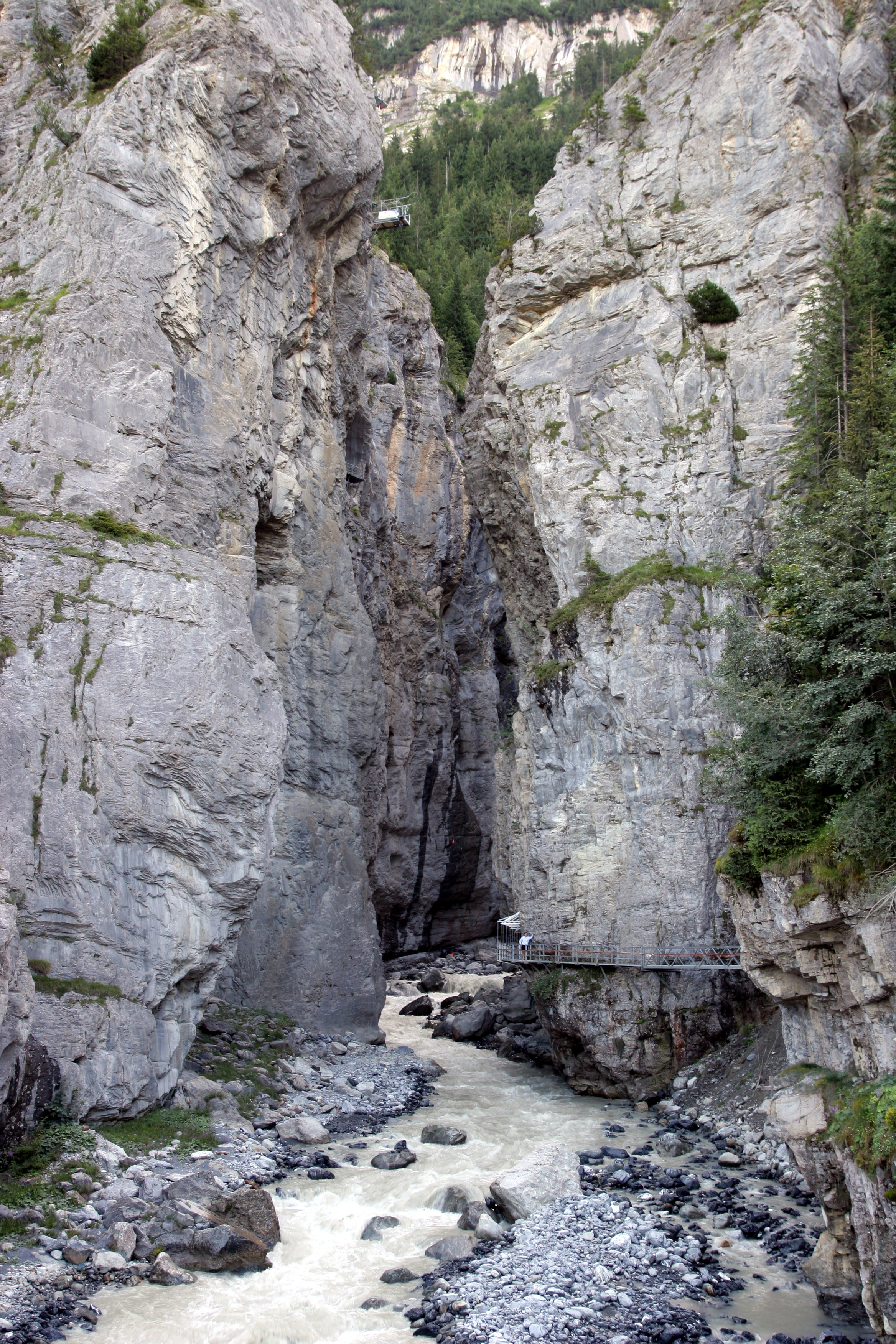
Льодовиковий каньйон та нижнє уламкове поле. Зверху видно місток для банджі-джампінгу

Льодовик Нижній Гріндельвальд (нім. Unterer Grindelwaldgletscher) — це один з двох долинних льодовиків на південь від селища Гріндельвальд, розташованих на північній стороні Бернських Альп в кантоні Берн, Швейцарія (інший — Верхній Гріндельвальд).
Льодовик Нижній Гріндельвальд має рукав (притоку) — льодовик Гріндельвальд-Фішер (нім. Grindelwald-Fieschergletscher, місцева назва — Фішер), який можна побачити з оглядового вікна станції «Айсмеер» Залізниці Юнгфрау, вирізаної в горі Айгер. Цей рукав не слід плутати з льодовиком Фішер, розташованим на південь від Фішерхорна.

## Опис
Льодовик бере свій початок на висоті бл. 4 100 м.н.м. (1975 р.), має північний напрямок стікання та ухил 19°, а язик льодовика закінчувався максимально на висоті всього 1 090 м.н.м., що робило його одним з найбільш низько розташованих льодовиків в Альпах.
З льодовика витікає річка Вайсе Лючіне, яка далі об'єднується з Шварце Лючіне в річку Лючіне, що впадає в озеро Бріенц, а отже належить до басейну річки Ааре, притоки Рейну.
Протягом Малого льодовикового періоду, льодовик Нижній Гріндельвальд мав найбільші розміри, однак завдяки своєму розташуванню відступав досить повільно, з періодами приросту, відступивши за півтора століття на 1 км. В 1975 році його площа складала 21,7 км² при довжині 9 км. Однак з 2007 швидкість відступання різко збільшилась і до 2013 року його довжина скоротилась ще на 1 км. Причиною може бути обвал гігантської маси породи 2006 року з Айгера, що утворив льодовикове озеро внизу льодовика.

## Історія
На початку похолодання в кінці Середньовіччя (з 1500 р.н.е), що отримало назву Малого льодовикового періоду, льодовик Нижній Гріндельвальд спускався по своєму каньйону та заходив в долину Гріндельвальду. Бл. 1600 року частина селища була навіть полишена, бо льодовик руйнував будинок за будинком.
До середини 18-го сторіччя він знову відступив за нижнє уламкове поле. В 1740 році по правому краю язика льодовика почався видобуток мармуру. До 1770 він знову сильно виріс і досяг долини біля сучасного готелю «Gletscherschlucht», поглинувши і місце видобутку мармуру. Цей приріст досить науково достовірно замалював художник Каспар Вольф (див. нижче в Галереї). В той час язик льодовика закінчувався видовищними крижаними баштами, т.зв. серакі (фр. Séracs), які десятки років десь до 1900 року слугували головною туристичною принадою долини Гріндельвальда та одним з природних див у всій Швейцарії.
До 1850 року льодовик знову приріс і досяг в 1855 році максимального значення, схожого на приріст 1600 року. Цього разу він простягнувся на 500 метрів від сучасного початку каньйону у напрямку Гріндельвальд-Грунд. Він був єдиним льодовиком Альп, який закінчувався на відмітці нижче 1 000 м.н.м.
В 1863 бернська фірма Schegg & Böhlen отримала концесію на комерційну заготівлю льоду. Для цього була побудована дорога від Гріндельвальд-Грунд до язика льодовика. Блоки льоду транспортували до Інтерлакену і експортували аж до Парижу. Наприклад, в 1864 році було заготовлено 17 473 центнерів льоду. Після винаходу холодильних агрегатів та з початком Першої світової війни в 1914 році заготівля і експорт льоду припинились.
Льодовик мав велику кількість тріщин, тому влітку по ньому не можна була піднятися до території вище стрімчаків Берегг (1 775 м.н.м.) та Штайєрегг, яка називається Нижнім Айсмеером. Шлях до Береггу та інших стрімчаків, розташованих вглиб долини вже тоді був по поточній трасі. На Береггу в 1823 році було побудовано перший прихисток товариства Бернського Високогір'я, а в 1858 — готель. Вище від Береггу льодовик вже лежить практично без нахилу (льодовикове море), що дозволяло легкий перехід і навіть перегін худоби на луки Каллі та Цезенбергу по обидва боки від перемички з льодовиком Фішер. В 1857 році по цьому шляху вперше була підкорена гора Мьонх.
У наступні роки льодовик досить сильно танув: в 1864 році він відступив за мармурову розробку і там знову почався видобуток мармуру; бл. 1870 року він полишив долину Гріндельвальда; в 1875 льодовик звільнив нижнє уламкове поле там, де сьогодні побудовані міст через нижню частину льодовикового каньйону. До 1882 року він відступив майже на кілометр від максимально значення 1855 року десь на 150 м на південний схід від сучасного моста. Там язик залишався незмінним до 1897 року, після чого відступив у каньйон ще на 200 метрів, чим звільнив і верхнє уламкове поле. Там він знов лишався майже незмінним в періоді між 1905 та 1932 роками.
З середини 1930-х років язик льодовика відступив ще на 800 метрів до початку каньйону біля Берегга. Прямий доступ до льодовика з долини ставав все складнішим. Одночасно просідало і нижнє льодовикове поле Айсмеер над Береггом на 130  метрів (у порівнянні з 1855 років), та залишило по собі на поверхні круті морени. Тому перехід по льодовику до Каллі та Цезенбергу ставав все складнішим та небезпечнішим. Між 1970 та 1995 роками язик льодовика залишався практично нерухомим під Береггом — з невеликим приростом у 1980 році, коли сповзання фірну Каллі посунуло язик льодовика вниз по каньйону десь на 125 метрів за 1 рік. Точні виміри не можливо було здійснити, оскільки неможливо було дістатися до язика в каньйоні. Однак льодовик Нижній Гріндельвальд лишався одним з найнижчих льодовиків Альп, оскільки його край у глибині визначено на висоті 1 090 м.н.м..

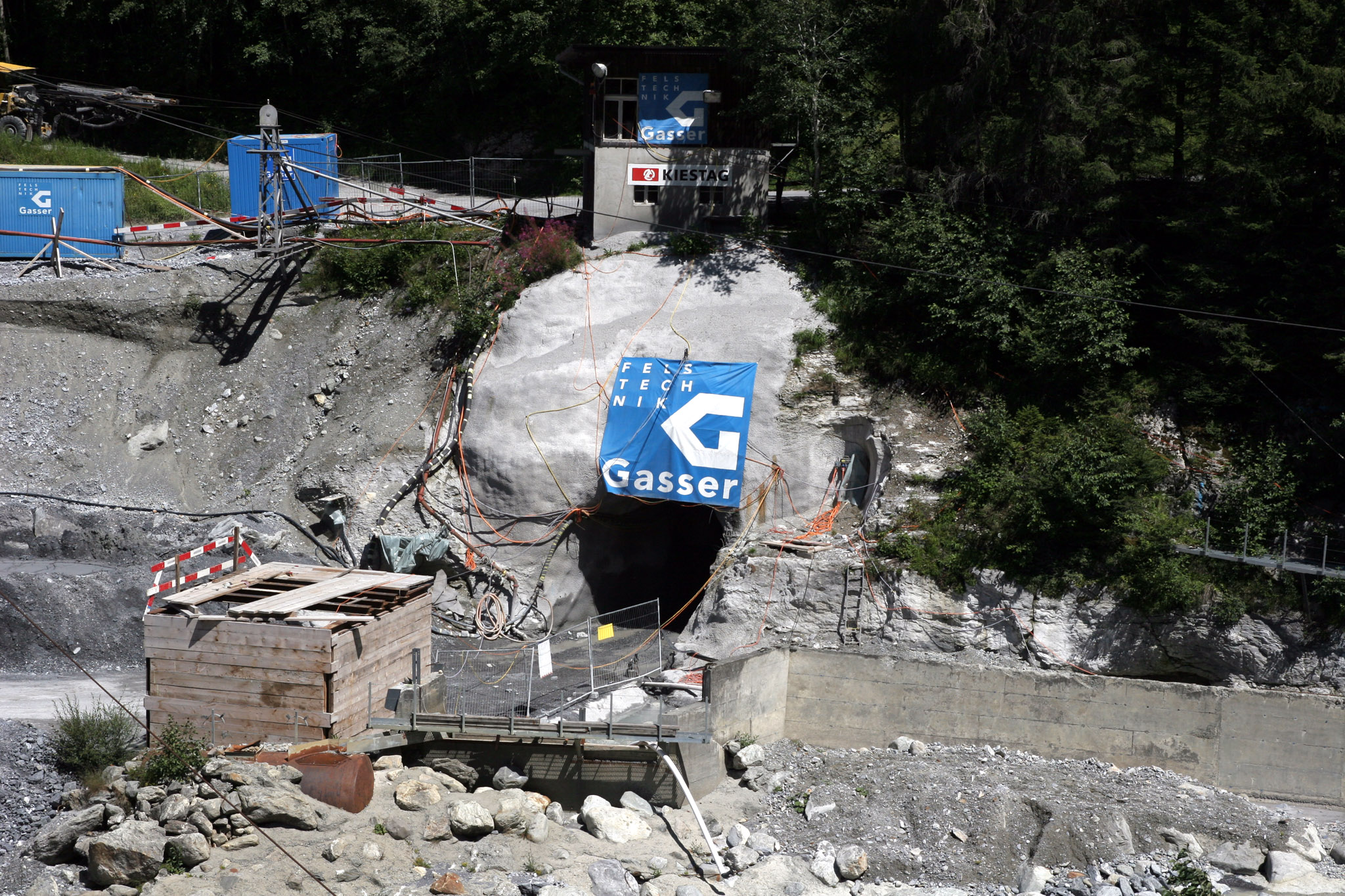
Вхід до шахти, яка повинна була дозволити контрольований стік з льодовикового озера (липень 2009 р.)

Оскільки з 1998 різко пришвидшилось відступання льодовиків, східна сторона дочірньої вершини Хорнлі на Айгері навпроти Береггу стала дуже нестабільною, і в липні 2006 року від неї відділилися бл. 2 мільйонів м³ скельної породи і впали на льодовик. Внаслідок цього утворилося льодовикове озеро об'ємом 250 000 м³. В 2005 році морена зі сторони Меттенберга обвалилась безпопередньо перед прихистком нім. Stieregghütte, який після того були залишений та спалений, оскільки міг впасти на залишки мертвої криги льодовикового цирку. Замість цього прихистку у безпечні зоні неподалік був побудований прихисток нім. Bäregghütte.
Льодовикові озера, що утворюються по низу язиків льодовиків, схильні до спонтанного спустошення (адже їх дамба часто складається принаймні частково з криги, що тане. Коли таке озеро внаслідок обвалу утворилося знизу льодовика Нижній Гріндельвальд, під загрозою потопу при прориві озера опинилася вся долина річки Лючіне до аж до озера Бріенц. Через це в 2009 році на виході з каньйону льодовика було побудовано тунель, через який вода з озера може випускатися контрольовано — вода відводиться довкола дамби на бл.800 метрів і потім падає водоспадом висотою 140 метрів у Лючіне.
Обвал також обмежив доступ криги згори (сповзання) до язика льодовика, внаслідок цього крига між Бенісеггом та Береггом просідала все більше і на сьогодні її візуально можна відрізнити від морени лише на березі озера.
Натомість, вище від місця обвалу утворилися нові язики льодовика, які сповзають по схилах, оминаючи так звані Роте Гуфер та Хайсі Блатта, та у майбутньому досягнуть мертвої криги вище Бенісегга.

## Альпінізм

### Спуск від станції «Айсмеер»
В 1907 році залізниця Юнгфрау вперше курсувала взимку — від станції «Льодовик Айгер» до станції «Айсмеер», на той час кінцевої. На ній існував вихід на зовні, на льодовик, звідки гірські лижники лижного клубу Гріндельвальду влаштували трасу по льодовику Гріндельвальд-Фішер, далі по горі Цезенберг, частини льодовикового поля Айсмеер від Шрекхорну та по льодовику Нижній Гріндельвальд, який на той час доходив майже до верхнього уламкового поля, до самого селища Гріндельвальд.
частина цього маршруту також використовувалась у зворотньому напрямку які гірськолижний альпіністський маршрут, з поверненням залізницею Юнгфрау.
Такий старт лижного спуску аж до 1950-х років залишався дуже популярним, однак після того ставав все більш небезпечним та прохідним лише в багаті на сніг роки. Сьогодні цей маршрут вже не можливий, оскільки, по перше, льодовикове поле Айсмеер просіло, і станція вже не виходить прямо на нього, а є вищою, а по друге, з язика льодовика вже не має доступу на «траси», якими можна було спуститися каньйоном або над ним до Гріндельвальду.

### Сучасність
Орографічно зправа над каньйоном льодовика до Бергеггу та вздовж льодовика Нижній Гріндельвальд і вище вздовж Айсмеера прокладений мальовничий маршрут до прихистка нім. Schreckhornhütte Швейцарського Альпійського Клубу та до місця колишнього розташування прихистка нім. Strahlegghütte. З огляду на постійне руйнування (обвали) бічних морен, тропу заново прокладають все вище і вище.
Колишній прямий доступ до язика льодовика зліва над каньйоном був у 1980-ті роки був покращений сталевими тросами, однак через подальший відступ льодовика давно вже знову залишений і на сьогодні через зазначений вище рух скель небезпечний для життя.
Так само маршрути, які перетинали льодовик, наприклад від Каллі до нім. Berglihütte або від Бенісеггу до Цезенбергу вже багато років не використовуються.

## Галерея

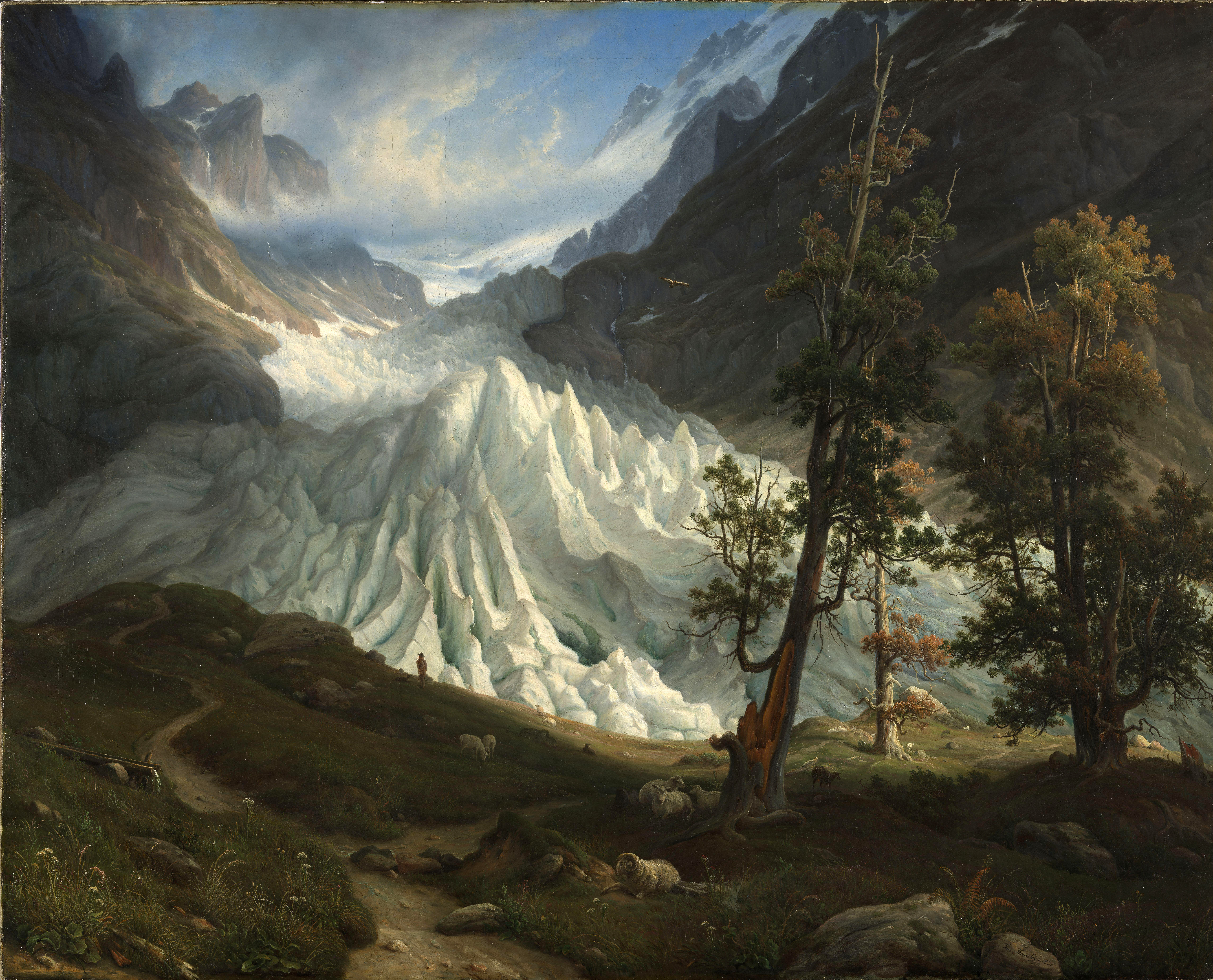
Картина норвежця Томаса Фірнлі, що зображує льодовик Нижній Гріндельвальд (1838р.), написана на піку мистецького руху "романтичний націоналізм"
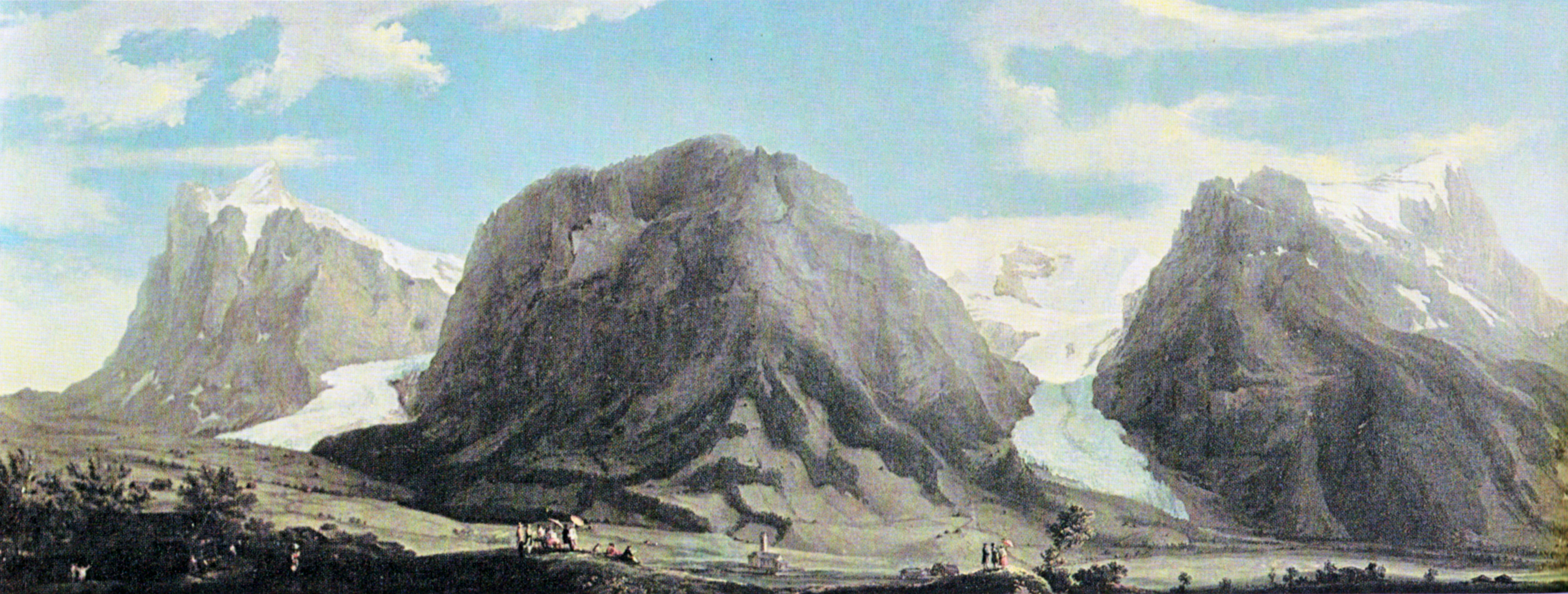
Льодовики Верхній та Нижній Гріндельвальд в 1774р. Картина Каспара Вольфа
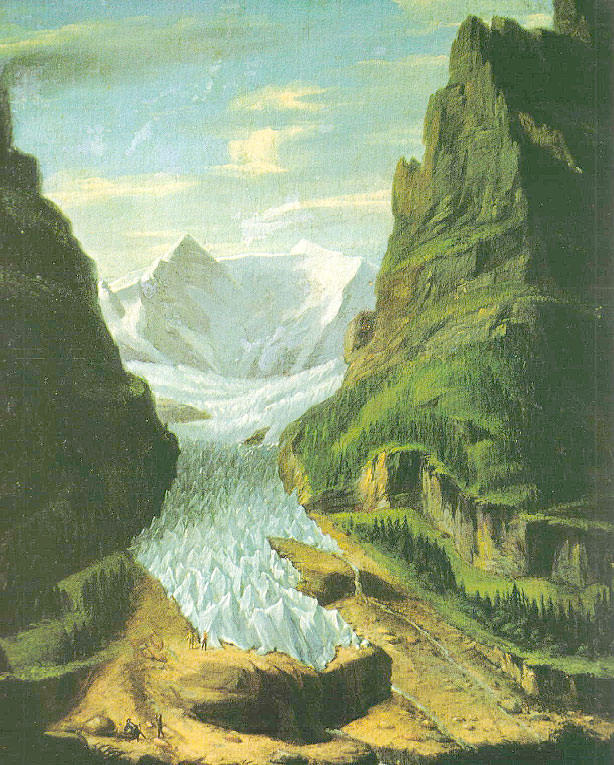
Нижній Гріндельвальд в 18 ст. Картина Каспара Вольфа
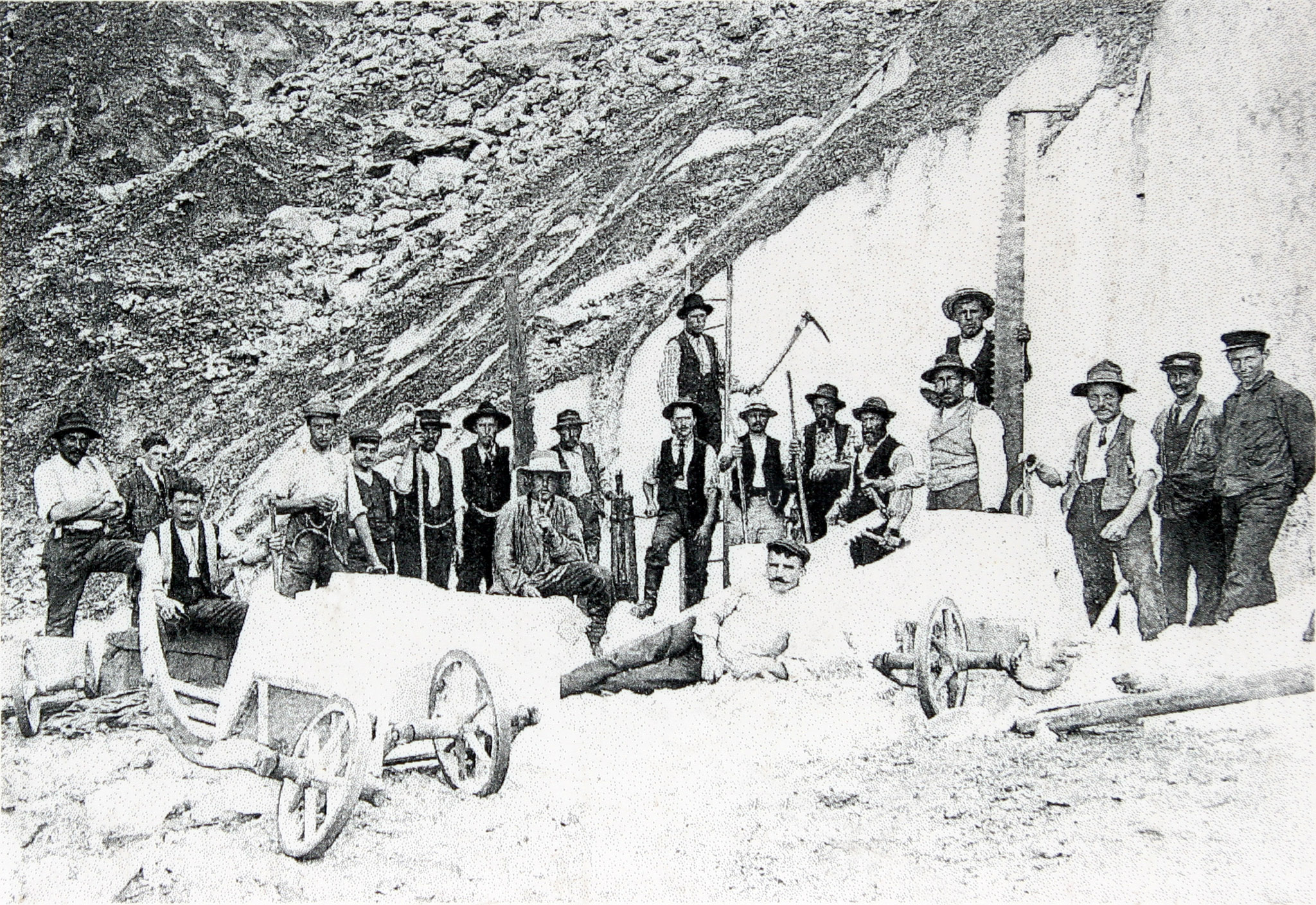
Робочі на видобутку льодовикової криги у 1912р.